# Tunderåsen
Tunderåsen este o arie protejată (arie specială de conservare — SAC, sit de importanță comunitară — SCI) din Suedia întinsă pe o suprafață de 31 ha, integral pe uscat.

## Localizare
Centrul sitului Tunderåsen este situat la coordonatele 61°30′30″N 16°02′19″E / 61.5084°N 16.0387°E.

## Înființare
Situl Tunderåsen a fost declarat sit de importanță comunitară în ianuarie 2002 pentru a proteja un număr necunoscut de specii din flora spontană și fauna sălbatică aflate în arealul zonei. Situl a fost protejat și ca arie specială de conservare în martie 2011.

## Biodiversitate
Situată în ecoregiunea boreală, aria protejată conține 1 habitat natural: Taiga vestică.
La baza desemnării sitului se află un număr nedeclarat de specii protejate.